# Montepulciano (druva)

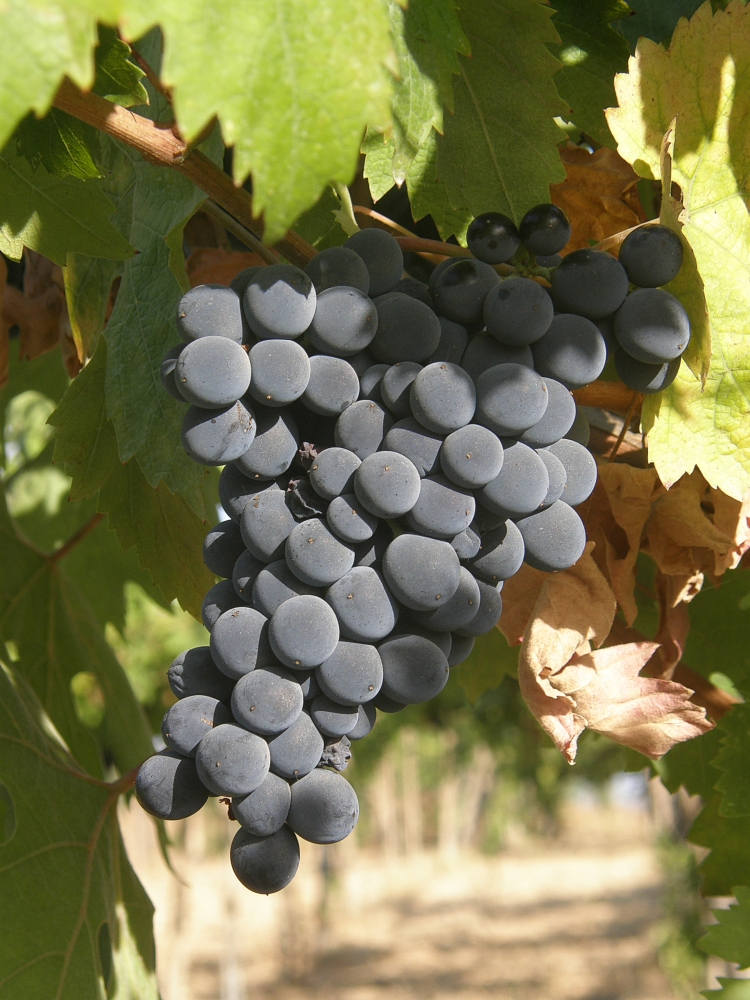
Montepulciano-druvor i Abruzzi.

Montepulciano är en druvsort som odlas i Italien. Druvan odlas främst i regionerna Abruzzo (där den bland annat ingår i DOC-vinet Montepulciano d'Abruzzo), Marche, Umbrien och Apulien. 